# 2021년 12월 4일 일식
2021년 12월 4일 일식은 달이 지구와 태양 사이를 지나면서 태양을 완전히 가리는 개기일식이다. 개기일식은 달의 시직경이 태양의 시직경보다 커서 태양을 다 가릴 수 있을 때 일어난다. 개기일식은 매우 좁은 지역에서만 관측 가능하며, 대부분의 다른 지역에서는 부분일식으로 관측된다.
대부분의 일식은 서쪽에서 동쪽으로 움직이는 식으로 보이는데, 이번 일식은 서남극의 동쪽에서 서쪽으로 이동하는 경로를 보인다. 이렇게 개기일식 경로가 반전되는 현상은 남극에서만 가능하다. 일식은 포클랜드 제도 동쪽 해역에서 시작하여 버크너섬 인근에서 남극 대륙을 긴 호를 그리며 관통한 후 셰퍼드섬에서 빠져나왔다.

## 사진
ISS에서 촬영한 남극의 일식 모습.